# أنطونيلا لوالدي
أنطونيلا لوالدي (باليونانية: Αντονέλλα Λουάλντι) (6 يوليو 1931 - 10 أغسطس 2023) هي ممثلة ومغنية إيطالية. ظهرت في العديد من الأفلام الإيطالية والفرنسية في خمسينيات وستينيات القرن الماضي، ولا سيما أفلام كلود أوتانت لارا [الإنجليزية] والأحمر والأسود [الإنجليزية]، في مقابل الممثل جي أوكرارد فيليب.

## الحياة والمهنية
بدأت أنطونيلا حياتها المهنية في عام 1949، بعد أن فازت في مسابقة المواهب الجديدة لمجلة السينما «هوليوود»، حيث تم تقديمها على أنها «سينورينا إكس» (ملكة جمال إكس)، حيث دعت القراء لاختيار اسمها المسرحي. تزوجت أنطونيلا من الممثل الإيطالي فرانكو إنترنغي في عام 1955، بعد أن لعبت دور البطولة معه في العديد من الأفلام؛ كان للزوجين ابنتان، ستيلا وأنطونيلينا الممثلة هي الأخرى.
في عام 1974 ظهرت لأول مرة في فرنسا كمغنية حيث نالت بعض النجاح والتقدير النقدي، ثم ظهرت أيضا على خشبة المسرح مع الكوميديا لو مولان دي لا غاليت، والتي صاحبتها بجولة في العديد من الدول الأوروبية.

## فيلموغرافيا مختارة
- أمير الثعالب (1949) - (غير معتمد)
- السيدة الصغيرة (1949) - ماريا سينسي
- أغاني في الشوارع (1950) - آنا
- الجملة الأخيرة (1951) - ماريا، لا نيبوتي دي سانتيني
- أبيامو فينتو! (1951) - إلسا نارديشي
- ميراكولو أ فيجيو (1951) - أنطونيلا
- آخر 12 ساعة له (1951) - دانييلا فالسيتي
- الرقيبان (1951)
- بنتيمنتو (1952)
- المعطف (1952) - فيتوريا
- مخلوقات رائعتين (1952) - كاثرين ميشود
- ثلاث قصص ممنوعة (1952) - آنا ماريا (الجزء الثاني)
- إل رومانزو ديلا ميا فيتا (1952) - ماريا دي مارشيس
- وصل موالف البيانو (1952) - جوليتا ناروتشي
- كاني إي جاتي (1952) - ليا
- امرأة سورينتو العمياء (1953) - بياتريس دي ريونيرو
- بيردونامي! (1953) - آنا جيراس
- ابنة الفوج (1953) - توني (النسخة الإيطالية)
- قصة ويليام تيل (1953) - آنا والدن
- ايهم اوغاد الرجال! (1953) - ماريوتشيا
- كاستا ديفا (1954) - مادالينا فومارولي
- منتصف القرن الحب (1954) - كارلا (الجزء "نابولي 1943")
- تاريخ العشاق الفقراء (1954) - ميلينا
- بابا باسيفيكو (1954) - لويزا تشيكاتشي
- أفانزي دي جاليرا (1954) - جيوفانا، الممرضة
- الأحمر والأسود (1954) - ماتيلد دي لا مول
- الحب البري (1955) - لويزا
- أندريا شينييه (1955) - مادلين دي كويني
- نسر (1956) - ايلينا
- الآباء والأبناء (1957) - جوليا بلاسي
- شرائح ميفيز فو (1957) - داني دومون
- الأزواج الشباب (1958) - لوسيا
- السماء بيرنز (1958) - لورا ساندري
- مون كوكين دي بير (1958) - ماريا
- حياة واحدة (1958) - جيلبرت دي فورشيفيل
- بوليكوشكا (1958) - ايرينا
- الفتيات السيئات لا يبكين (1959) - سوبليزيا
- ماتش كونتر لا مورت (1959) - آني لورميل
- شبكة العاطفة (1959) - ليدا
- مجموعة الملاعق الفضية (1960) - إلسا فورسي
- اركض مع الشيطان (1960) - دوناتا
- المغول (1961) - أمينة
- أقصر يوم (1962)
- ابني البطل (1962)
- الفوضى (1962)
- ابن السيرك (1963)
- المحتالون (1963)
- 100 فارس (1964)
- دعونا نتحدث عن النساء (1964)
- سو إي جيتش (1965)
- قرصان البحر (1966)
- كيفية إغواء بلاي بوي (1966)
- مذبحة في الغابة السوداء (1967)
- العمود (1968)
- راجان (1968)
- فنسنت وفرانسوا وبول والآخرون (1974)
- كروس شوت (1976)
- زيرو إن كوندوتا (1983)
- شوكة في القلب (1986)
- من يريد قتل سارة؟ (1992)
- نفرتيتي (1994)

## الجوائز
«بريميو سينما إيتاليانو آني دورو». في عام 2020، حصلت أنطونيلا لوالدي على جائزة دورها في فيلم 1959 «لا نوت برافا» (الفتيات السيئات لا يبكين)، من إخراج ماورو بولونيني.

## روابط خارجية
- أنطونيلا لوالدي على موقع IMDb (الإنجليزية)
- أنطونيلا لوالدي على موقع روتن توميتوز (الإنجليزية)
- أنطونيلا لوالدي على موقع ألو سيني (الفرنسية)
- أنطونيلا لوالدي على موقع ميوزك برينز (الإنجليزية)
- أنطونيلا لوالدي على موقع أول موفي (الإنجليزية)
- أنطونيلا لوالدي على موقع قاعدة بيانات الأفلام السويدية (السويدية)
- أنطونيلا لوالدي على موقع ديسكوغز (الإنجليزية)
- أنطونيلا لوالدي على موقع قاعدة بيانات الفيلم (الإنجليزية)
- أنطونيلا لوالدي على موقع كينوبويسك (الروسية)